# ألفريد أبويا
ألفريد أبويا (بالفرنسية: Alfred Aboya)‏ مواليد 2 يناير 1985 في ياوندي، هو لاعب كرة سلة كاميروني. بدأ مسيرته الاحترافية في سنة 2009. يبلغ طوله 6 قدم 9 بوصة (2.1 م). لعب مع فورت واين ماد أنتس في دوري الرابطة الوطنية لفئة التطوير كما لعب مع لوس أنجلوس ديفيندرز.

## روابط خارجية
- ألفريد أبويا على موقع الاتحاد الدولي لكرة السلة (الإنجليزية)
- ألفريد أبويا على موقع كرة السلة الأوروبية.كوم (الإنجليزية)
- ألفريد أبويا على موقع كلية كرة السلة في سبورتس رفرنس.كوم (الإنجليزية)
- ألفريد أبويا على موقع ريلجم (الإنجليزية)
- ألفريد أبويا على موقع بروبوليرز (الإنجليزية)
- ألفريد أبويا على موقع سبورتس رفرنس (الإنجليزية)